# 키사이트
키사이트테크놀로지스(Keysight Technologies, 키사이트)는 미국에 본사를 두고 있으며, 테스트 및 측정 장비와 소프트웨어 등을 생산하고 있다. 2014년, 키사이트는 애질런트테크놀로지스로부터 분사했다. 이 분사를 통해 화학, 바이오 분석 제품을 담당하는 애질런트와 전자, 무선 통신분야 집중하는 제품 라인을 갖춘 키사이트로 분사하게 된다.
키사이트라는 이름은 “Key”와 “Insight”가 합쳐진 단어로서(‘Key’는 필수적이고 핵심적인, 성공의 비결을 의미하고, ‘Insight’는 사물의 본질을 꿰뚫어 보는 통찰력과 비전, 이해를 의미) 중요한 통찰력을 풀다(Unlock)’ 라는 뜻으로 사용된다.

## 제품군
키사이트의 제품은 벤치탑, 모듈러형 하드웨어 및 소프트웨어, 그리고 산업 현장에서 사용되는 제품 들로 구성되었다.
키사이트의 주요 제품으로는 오실로스코프, 멀티미터, 로직 분석기, 신호 발생기, 스펙트럼 분석기, 벡터 네트워크 분석기, 원자력 현미경 (Atomic Force Microscpos: AFM), 자동화 광학 검사장비, 자동화 X-레이 검사장비(5DX), 인서킷 테스터  등이 있다. 또한 키사이트는 전자 설계 자동화(Electronic Design Automation: EDA) 소프트웨어 (EEsof)를 생산하며, 무선통신, 항공우주/방위산업, 컴퓨터, 반도체 분야에 제품들을 제공한다.

## 역사
키사이트의 전신은 휴렛팩커드 (HP)와 그 후 애질런트의 전자 계측기 사업부다. 실제로 HP는 전자 테스트 장비를 전문으로 만드는 회사로 시작하였으며, 그 후 컴퓨터 및 생명 과학 제품들을 생산하였다. 1999년 HP는 컴퓨터 및 프린터 사업을 유지하고, 테스트 및 측정전문 기업으로 애질런트라는 회사로 분사하였다.
2014년 11월1일, 애질런트와 키사이트테크놀로지스 간의 분사 작업이 완전히 마무리 되었다. (애질런트는 화학분석기 사업부를 유지하고 있다.) 키사이트는 종목기호 KEYS라는 이름으로 뉴욕 증권 거래소에 상장되었다. 분사는 미국 연방 소득세법에 따라 비과세 보통주 분할 방식으로 이루어졌다. 키사이트는 2014년 10월22일 기준으로 애질런트 주주들에게 애질런트 주식 2주당 키사이트 1주를 배분했다.
2015년 6월, 키사이트는 영국에 기반을 둔 Anite를 3.88억 파운드(약 6763억원)에 인수한다고 발표했다.
오실로스코프, 분석기, 발생기, 모듈형 제품 및 소프트웨어에 대한 키사이트의 기술 역사를 보려면, 기술 이정표 타임 라인에서 확인 할 수 있다.

## 수상경력
키사이트는 계측 및 소프트웨어 분야에서 매출 3억달러를 달성함과 동시에 2014 글로벌 프로스트 앤 설리반(Frost & Sullivan)의 시장 리더쉽(Market Leadership)상을 수상했다. 이 상은 키사이트 수익 (2013년 3억6천5백만달러)의 12%를 R&D 에 투자한 것을 높게 평가하여 수여되었다.